# APOPO
APOPO, acronyme flamand de « Anti-Persoonsmijnen Ontmijnende Product Ontwikkeling » (en français : « Développement d'un produit de détection anti-mines terrestres ») est une organisation non gouvernementale belge qui forme des cricétomes des savanes pour leur apprendre à détecter des mines terrestres ou la tuberculose.
Sa mission est de mettre au point une méthode de détection à l'aide de cricétomes, afin de résoudre des problèmes mondiaux et d'inspirer un changement social positif. L'organisation travaille surtout en Afrique (Angola, Mozambique, Tanzanie) et en Asie (Thaïlande et Cambodge) et Amérique du Sud (Colombie).

## Historique
Bart Weetjens, le fondateur d'APOPO, possédait déjà des rats domestiqués quand il était enfant et a naturellement établi un lien particulier avec ces rongeurs. Quelques années plus tard, il a développé un intérêt important pour l'Afrique, où il a voyagé à plusieurs reprises alors qu'il était étudiant. Songeant aux faibles moyens des agriculteurs, il a eu l'idée d'utiliser des rongeurs pour détecter des mines anti-personnel. La Direction générale de la coopération internationale (DGIS) de Belgique lui a fourni un premier coup de pouce financier en 1997. Dès 1998, APOPO a été enregistrée comme organisation à but non lucratif en Belgique.
En 2003, APOPO a entamé ses opérations au Mozambique, ses premiers rats démineurs obtenant une accréditation officielle en 2004 selon les Normes internationales de l’action contre les mines (NILAM).
En 2003, APOPO a remporté le concours mondial Development Marketplace de la Banque mondiale, ce qui lui a permis d'obtenir un premier financement pour explorer une autre application du flair des rats, à savoir la détection de la tuberculose,. En 2008, APOPO a pu fournir la preuve que des rats spécialement formés étaient capables de détecter la tuberculose dans des échantillons de crachats humains. En 2010, APOPO a lancé un plan de recherche sur trois ans afin d'examiner de près l'efficacité de la détection de la tuberculose par des rats, en comparant cette méthode à d'autres méthodes diagnostiques et en se concentrant sur de futurs modèles d'application de cette technologie.
En 2018, APOPO s’est associé à l’Université de Manchester, dans un effort de recherche conjoint, pour explorer davantage la détection des odeurs de différentes maladies.

## Détecter les mines grâce à l'odorat

### Avantages des cricétomes des savanes

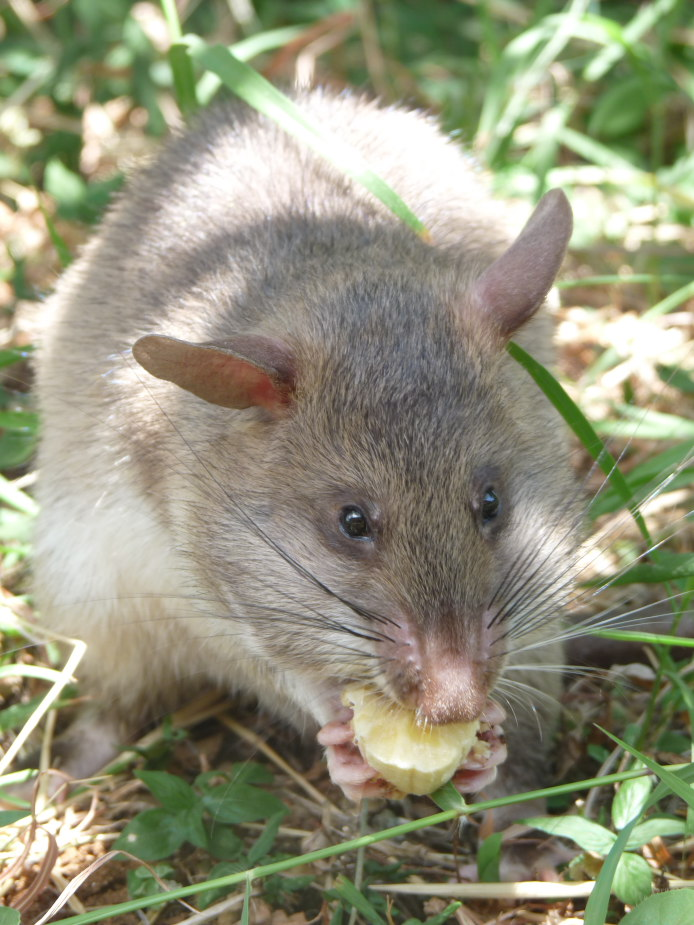
Un HeroRAT mangeant une banane.

Le recours aux cricétomes des savanes pour détecter les mines anti-personnel a plusieurs avantages. Ces rats sont autochtones en Afrique subsaharienne où ils travaillent et, de ce fait, résistent bien au climat et aux maladies endémiques de cette région. En outre, on les trouve aisément, car ils sont nombreux et de ce fait bon marché à acquérir. Peu de ressources sont nécessaires pour élever un rat jusqu'à l'âge adulte et les cricétomes des savanes ont une espérance de vie plutôt longue, de six à huit ans. En outre, les rats ne se lient pas à un formateur en particulier, leur motivation au travail étant la nourriture. Il est ainsi très facile de faire passer les rats d'un formateur à l'autre.
Les rats sont trop légers pour faire détoner les charges explosives sur les terrains minés. De par leur petite taille, ils sont faciles à transporter d'un site à l'autre.

### Détection directe
Mine Detection Rat (MDR), ou « rat démineur », est le nom donné aux rats utilisés par APOPO pour travailler à la détection directe de mines anti-personnel grâce à leur flair exceptionnel.

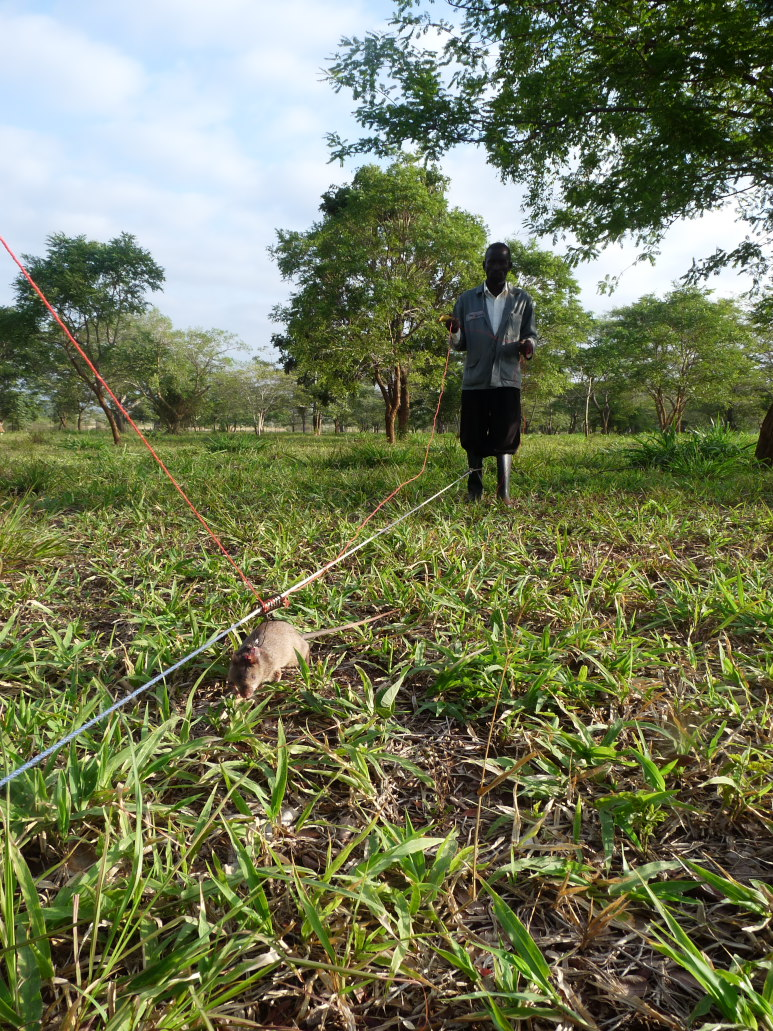
Un HeroRAT cherche une mine sur le terrain d'entraînement de Morogoro, en Tanzanie en détection directe

Sur le terrain, les rats démineurs portent des harnais rattachés à une corde suspendue entre deux agents humains. Les rats balayent systématiquement une bande de terrain et grattent la terre dès qu'ils ont repéré l'odeur de l'explosif. Leur faible poids ne fait pas détoner la mine ainsi détectée. Chaque zone suspecte est inspectée par deux rats.
Les endroits indiqués par les rats sont alors marqués. Une équipe de démineurs viendra ensuite déterrer la mine manuellement, afin de la détruire.

### Angola
En Angola, APOPO collabore avec une ONG norvégienne, Norwegian People’s Aid (NPA), afin de déminer ce pays, le troisième le plus miné après l'Afghanistan et le Cambodge. NPA est présente dans les provinces de Malanje, Kwansa Norte, Uíge et Zaïre et utilise dorénavant les rats d'APOPO.

### Mozambique
À l'heure actuelle, APOPO est la seule institution active dans le déminage dans la province de Gaza au Mozambique. Son action permettra au Mozambique de respecter les objectifs fixés pour 2014 dans la Convention sur l'interdiction des mines antipersonnel. Les opérations au Mozambique ont commencé en 2003 avec un premier groupe de onze rats démineurs passant leur examen d'accréditation en 2004. Les opérations de déminage pleinement intégrées, comprenant des appareils pour la préparation du terrain, des rats et des démineurs manuels ont démarré en 2006. APOPO a terminé son projet en 2012, un an plus tôt que prévu, et a commencé à déminer les provinces de Manica, de Sofala et de Tete.
Depuis le début des opérations, les équipes de déminage d'APOPO au Mozambique ont permis de récupérer 6 millions de mètres carrés de terres pour un usage civil. Les terres sont ainsi redevenues accessibles pour l'agriculture et l'élevage. Plus de 2 400 mines anti-personnel ont été découvertes et détruites.

### Tanzanie

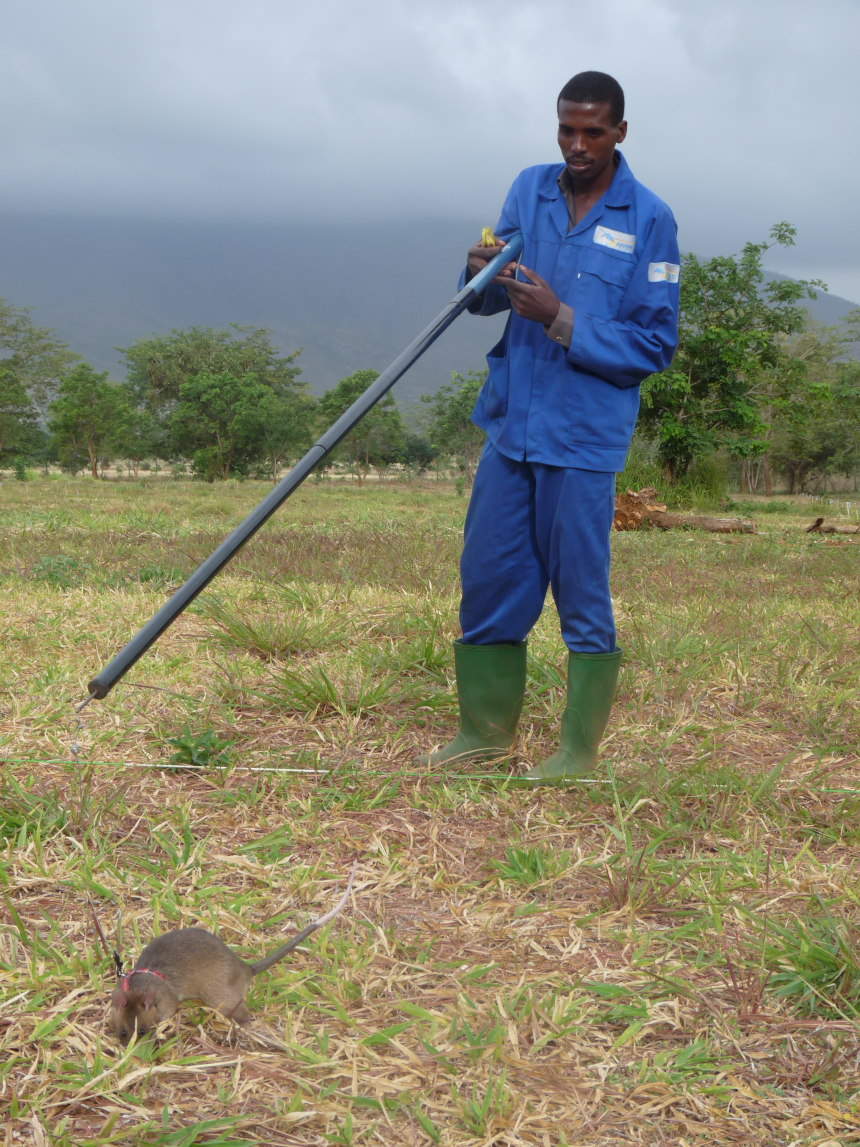
Un HeroRAT trouve une mine terrestre sur un terrain d'entraînement à Morogoro, en Tanzanie.

C'est à Morogoro que les cricétomes des savanes sont formés au déminage, à l'université d'agriculture Sokoine. Ils sont ensuite envoyés dans des zones post-conflit.

### Cambodge
La région du Cambodge la plus fortement contaminée par les mines anti-personnel se situe à proximité de la frontière avec la Thaïlande. Ces mines ont été implantées par le gouvernement cambodgien dans le milieu des années 1980, afin de bloquer le passage d'insurgés. Selon une étude du Landmine Impact Survey (LIS) de 2002, la survie de près de la moitié des communautés du pays était entravée par l'omniprésence de mines, les empêchant d'accéder à la terre, aux routes et à l'eau. Le Cambodge est l'un des pays ayant le nombre de décès le plus élevé dus aux mines anti-personnel[réf. souhaitée].
En 2012, APOPO a noué un partenariat avec le Cambodian Mine Action Center (CMAC) afin d'entamer le déminage du pays et ainsi favoriser sa reconstruction et son développement.
En 2017, un Visitor Center ouvre ses portes à Siem Reap. Il a pour objectif de présenter le déminage humanitaire et l'action d'APOPO.

### Thaïlande
En 2010, le Centre de déminage de la Thaïlande (TMAC) a soutenu la proposition d'APOPO d'effectuer une étude de toutes les zones présumées minées dans la province de Trat et de Chanthaburi, le long de la frontière avec le Cambodge.
APOPO mène ce projet en collaboration avec une ONG locale, Peace Road Organization, dans le but de déterminer avec précision combien de zones considérées comme dangereuses sont effectivement minées.

### Colombie
La structure APOPO soutient le programme de déminage "Campaña Colombiana Contra Minas" (CCCM). La guerre civile en Colombie, qui s'étend sur plus de cinq décennies, a laissé le pays criblé de mines terrestres. La Colombie compte plus de victimes liées aux mines terrestres que n'importe quel pays du monde, à l'exception de l'Afghanistan.

## Détecter la tuberculose par l'odorat

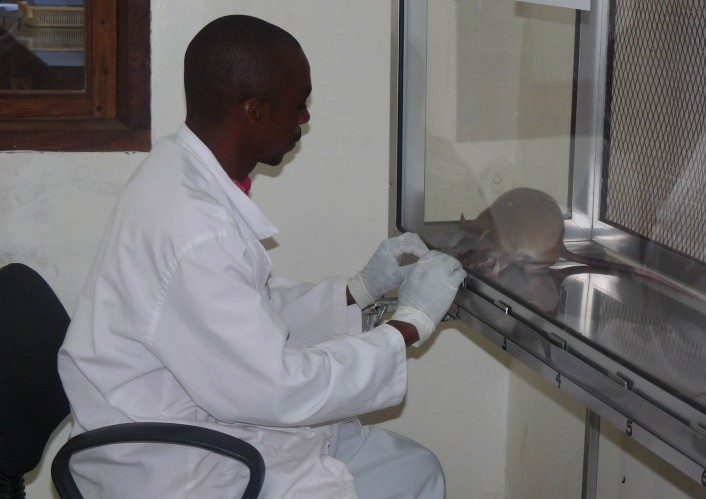
Un HeroRAT reniflant un crachat à la recherche d'un cas de tuberculose.

La tuberculose est l'une des maladies entraînant le plus de morts au monde, surtout dans les pays pauvres. Elle a, par exemple, causé 1,5 million de morts en 2013. Le dépistage de cette maladie à l'aide de rats permet d'établir un diagnostic parmi les populations pauvres, ce qui contribue au travail réalisé dans le cadre de la stratégie DOTS recommandée par l'OMS.
APOPO forme des rats à déceler le Mycobacterium tuberculosis dans des échantillons de crachats humains. Dans les laboratoires d'APOPO en Tanzanie, les rats reniflent une série de dix orifices alignés sur le fond d'une cage, chaque trou contenant un crachat à évaluer. Lorsqu'un rat reconnaît l'odeur caractéristique de la tuberculose, il l'indique en maintenant son museau contre l'orifice et en grattant le sol de sa cage.

### L'avantage des rats sur la microscopie
À l'heure actuelle, la tuberculose est dépistée à l'aide d'examens au microscope, une méthode inchangée depuis au moins un siècle. L'étude microscopique est relativement lente : un laborantin peut examiner en moyenne 40 échantillons par jour, alors qu'un rat formé fait le même travail en moins de dix minutes.
Les rats d'APOPO travaillent dans des centres de dépistage à Dar es Salaam et à Morogoro, en Tanzanie. Dès 2010, cette collaboration a permis d'augmenter de 43 % le dépistage de patients souffrant de tuberculose

### L'avenir
APOPO espère qu'à l'avenir, les rats détecteurs deviendront un instrument essentiel dans la lutte contre la tuberculose dans le monde. Ces rats sont rapides, précis, peu onéreux et permettent d'effectuer des dépistages sur d'importants groupes de populations à risque.

## Détection et recherche de survivants
Le projet est mené par la chercheuse scientifique Dr Donna Kean en Tanzanie. Les rats sont entraînés pour la recherche de survivants dans des débris. Le projet RescueRAT, APOPO collabore avec l’Université d’Eindhoven. Une équipe développe un sac à dos doté d’une technologie de pointe pour les rats afin de permettre une communication bidirectionnelle avec le survivant et une localisation plus précise de sa position dans les débris pour faciliter les opérations de sauvetage.

## Former les rats détecteurs

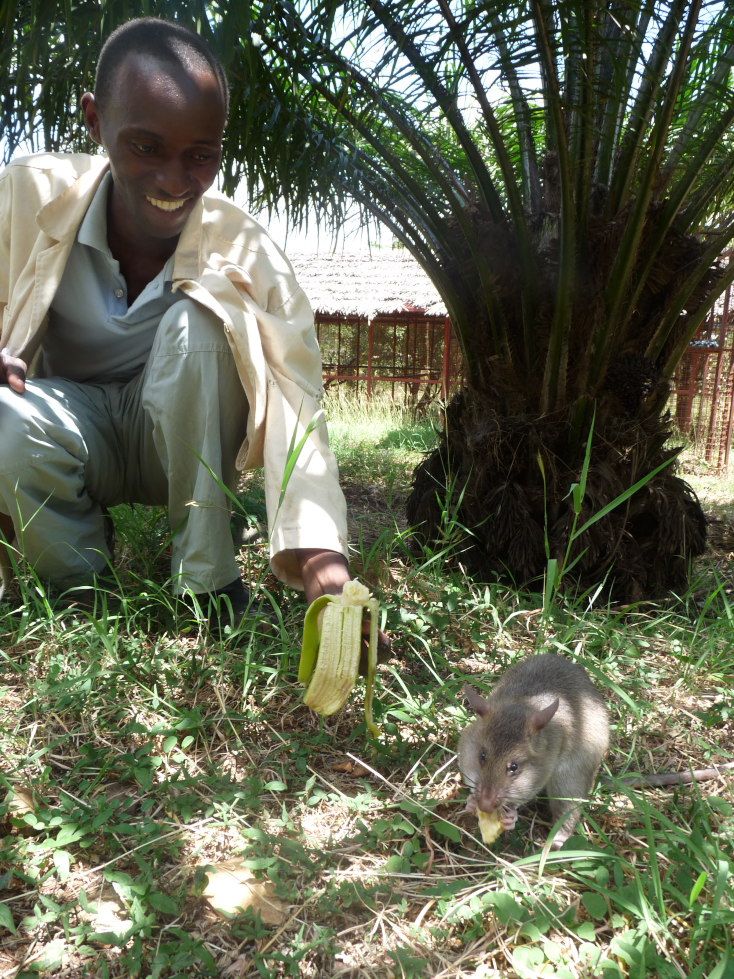
Un HeroRAT et son formateur

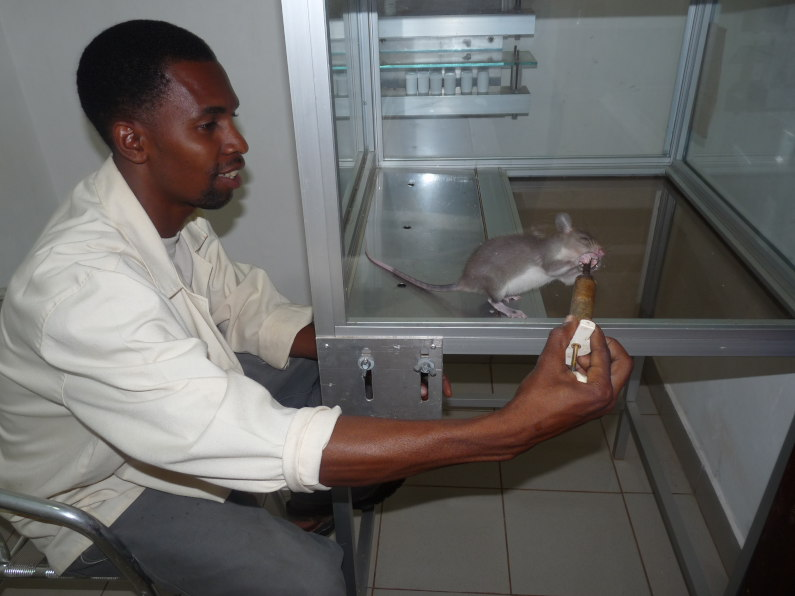
Un jeune HeroRAT apprend à associer le clic à une récompense, bananes et cacahuètes.

Il faut compter en moyenne neuf mois pour former un rat démineur. Cette formation est ensuite suivie d'une série de tests d'accréditation. Ensuite, les rats apprennent à devenir sociables et sont formés selon les principes du conditionnement opérant. Lorsqu'ils commencent leur formation, les rats apprennent à associer le son d'un clic à une récompense alimentaire (bananes, cacahuètes). Dès qu'ils ont appris à associer le son du clic à une satisfaction d'ordre alimentaire, on leur apprend à cibler une odeur. Les rats démineurs comprennent que chaque fois qu'ils signalent la présence de trinitrotoluène (TNT), l'explosif présent dans la plupart des mines, ils entendront un clic et recevront une récompense alimentaire. Les rats qui sont formés à déceler la tuberculose travaillent à l'aide d'échantillons positifs au bacille de Koch.
Au terme de plusieurs étapes d'apprentissage, au cours desquelles les compétences se développent progressivement, le rat sera prêt à aller sur le terrain, soit pour la détection de mines, soit dans des laboratoires de recherche sur la tuberculose ou il travaillera à la détection olfactive à distance (en anglais : Remote scent tracing, RST),.

## Partenaires
APOPO a une relation de partenariat officiel avec l'université d'agriculture Sokoine, avec l'université d'Anvers, le programme de lutte contre la tuberculose et la lèpre de Tanzanie (NTLP), l'Institut national pour la recherche médicale de Tanzanie (NIMR), le Centre international de déminage humanitaire de Genève (CIDHG), les forces armées tanzaniennes, le Norwegian Peoples Aid (NPA) et bien d'autres encore. APOPO reçoit un soutien financier des autorités flamandes, des gouvernements belge et norvégien, du Programme des Nations unies pour le développement (PNUD), du National Institutes of Health (NIH) du département d'État des États-Unis, de l'Union européenne, de la Province d'Anvers et de la  Banque mondiale. APOPO reçoit aussi des dons privés.

## Prix et distinctions
- Bourse (en anglais : fellowship) Ashoka accordée en 2006 à Bart Weetjens, fondateur d'APOPO[11] ;
- Prix Skoll d'entreprenariat social (Skoll Award for Social Entrepreneurship), attribué en 2009 par la Fondation Skoll[12] ;
- La bourse (fellowship) de la Fondation Schwab pour l'entrepreneuriat social, attribuée à Bart Weetjens, fondateur d'APOPO[13].
- Magawa, un cricétome, a été décoré le 25 septembre 2020 d’une médaille d’or par PDSA, un organisme de bienfaisance vétérinaire au Royaume-Uni, pour son travail de déminage[14].